# Gorno Cziczewo
Gorno Cziczewo (mac. Горно Чичево) – wieś w centralnej Macedonii Północnej, terytorialnie i administracyjnie należąca do gminy Gradsko. Według stanu na 2002 rok jej liczebność wynosiła 22 mieszkańców.

położenie wsi na mapie gminy

Według danych ze spisu powszechnego przeprowadzonego w 2002 roku, wieś Gorno Cziczewo zamieszkiwało 22 osoby deklarujące następującą narodowość: 
- Macedończycy – 21 (95,45%)
- Serbowie – 1 (4,55%)